# 松田伝十郎
松田 伝十郎（まつだ でんじゅうろう）は、江戸時代中期から後期にかけての幕臣・探検家。諱は元敬。幼名は幸太郎。のち仁三郎。間宮林蔵と樺太を踏査し、樺太見聞の実測図を作成した。

## 生涯
越後国頚城郡鉢崎村（現新潟県柏崎市）の貧農浅貝長右衛門の家に長男として生まれ、そこで道普請をしていた幕臣大西栄八郎にその才能を見出され江戸に赴いて、武士となるべく修行。大西の同僚の松田伝十郎（先代）の養子になり、初名は仁三郎と名乗った。のち文化5年（1808年）に養父が没すると伝十郎の名を継いだ。
寛政11年（1799年）からの幕府の東蝦夷地直轄となるにあたり、蝦夷地調査のため徳政丸を蝦夷地に派遣することになり、その監督者を御小人目付から選ぶこととなったため、同地勤務を志望。松前奉行支配下役元締となり、アツケシに上陸しアブタ・エトモに赴任し越年した。寛政12年（1800年）江戸に戻り、江戸掛となる。享和元年（1801年）御小人目付を命ぜられ、江戸掛りも兼任。
享和3年（1803年）択捉島に赴任し越年した。文化5年（1808年）宗谷に赴任となり、松前奉行・戸川安論の命により間宮林蔵と樺太に渡った。4月13日に宗谷を出航し樺太南端のシラヌシ（白主）に到着後、林蔵と二手に分かれて探検をした。西側を伝十郎、東側を林蔵が海岸沿いに小舟で北上し、林蔵は北知床岬に至りこれより北上を諦め西へ出た。伝十郎は西海岸を北上しラッカ岬まで行き「大日本国境」の木柱を建てた（参考:多賀城碑）。この時の現地の聞き取りや北に行くにつれて海が狭くなり、浅瀬になり潮流も強くなることからほぼ樺太が島であることを確信した。その後引き返し再会した林蔵も伝十郎などの案内でラッカ岬に行きこの島であると確信した。ウルップ島ではラッコ取りを業とした。同年10月伝十郎は江戸に戻り樺太見聞の実測図を幕府に提出した。林蔵は、文化6年（1809年）に再び樺太に渡り、間宮海峡を渡り外満洲まで踏破し樺太が島であることを発見した。
文化6年（1809年）樺太に赴任して山丹交易におけるアイヌの負債を調査し、アイヌが自力で返済不能の部分を幕府の金で肩代りする実務を行った。文化9年（1812年）再び樺太に赴任して山丹交易の改革を行った。文化10年（1813年）にロシアのヴァシーリー・ゴロヴニーンらの釈放に際して松前から箱館までの護送責任者を務めた。文化14年（1817年）江差、文政3年（1820年）箱館に赴任となる。文政4年（1821年）、宗谷・樺太を巡検し増毛で年を越した。文政5年（1822年）蝦夷地が再び松前藩に戻され御用済となる。
蝦夷地が松前藩領となると江戸に戻り、その時の無念な心境を「骨折し24年の粟餅を黄粉くるめて鷹に取らる」と詠んだ。その後、永年の蝦夷地勤務の経験から得た樺太の風俗・自然、そして異国船の来航事案や幕府に北方防備の為の策などを記録した「北夷談」を著わした。天保13年（1842年）に74歳で没し、江戸駒込の吉祥寺の喜蔵庵に葬られた。
昭和3年（1928年）、正五位を追贈された。